# La Baigneuse (Léger)
La Baigneuse est un tableau du peintre français Fernand Léger réalisé en 1932. Cette huile sur toile représente une femme aux longs cheveux noirs assise à côté d'une souche d'arbre qui rappelle son corps nu. Depuis une donation de Nadia Léger et Georges Bauquier en 1969, l'œuvre est conservée au musée national Fernand-Léger, à Biot, dans les Alpes-Maritimes.